# Chichester Psalms
Die Chichester Psalms sind ein dreiteiliges Chorwerk des amerikanischen Komponisten Leonard Bernstein (1918–1990) auf hebräische Psalmentexte. Bernstein komponierte das Werk im Frühjahr 1965 in Connecticut (USA) im Auftrag von Walter Hussey, dem Dekan der Kathedrale von Chichester. Es sollte auf dem Southern Cathedrals Festival aufgeführt werden, das im jährlichen Wechsel an den Kathedralen von Chichester, Salisbury und Winchester in Südengland stattfindet. Der Text (die Psalmen Nr. 100, 23 und 131 vollständig, dazu Einzelverse aus den Psalmen Nr. 108, 2 und 133) wurde vom Komponisten selbst zusammengestellt. Die Aufführungsdauer beträgt etwa 20 Minuten.

## Uraufführungen
Obwohl es sich um ein Auftragswerk für das Southern Cathedrals Festival handelte, fand die Uraufführung des Werkes in der Fassung für gemischten Chor und Countertenor bereits vor der Festival-Aufführung am 15. Juli 1965 in New York City in der Philharmonic Hall (seit 1973 Avery Fisher Hall) unter Bernsteins Leitung mit „seinem“ New York Philharmonic Orchestra statt. In der von Bernstein bevorzugten Version für gemischten Knabenchor und Knabenalt wurde es dann zum ersten Mal am 31. Juli 1965 unter der Leitung von John Birch auf dem Festival in Chichester aufgeführt. Die Kritik äußerte sich zu beiden Erstaufführungen positiv, allerdings litt die Qualität der Aufführung in Chichester unter der kurzen Probenzeit.

## Besetzung
Die Besetzung ist Knabenalt (alternativ Countertenor) als David, Soloquartett, Knaben- und Männerchor (alternativ gemischter Chor) und Orchester (drei Trompeten, drei Posaunen, Pauken, großes Schlagzeug, zwei Harfen und Streicher). Bernstein hat auch eine kammermusikalische Fassung erstellt, bei der das Instrumentarium auf Orgel, eine Harfe und Schlagzeug reduziert ist. Der Komponist legte fest, dass die Solorolle nur von einem Knabenalt oder einem Countertenor, aber nicht von einer Frauenstimme gesungen werden soll. Auch die Verwendung der hebräischen Sprache ist obligatorisch. Beide Vorgaben sollten den liturgischen Charakter des Werks unterstreichen.

## Kompositorischer Hintergrund

### Materialien, Bezug zum Judentum
Einige Teile des kompositorischen Materials stammen aus frühen Skizzen von Bernsteins West Side Story sowie einer nie vollendeten Musical-Version von Thornton Wilders The Skin of Our Teeth („Wir sind noch einmal davongekommen“). Die Chichester Psalms waren Bernsteins erste größere Komposition nach der 3. Sinfonie „Kaddish“ (Kaddisch = jüdisches Totengebet), ein Werk voller Trauer und Verzweiflung, das Bernstein zum Andenken an den 1963 ermordeten J. F. Kennedy komponiert hatte. Dem Kaddisch stellen die Psalmen trotz aller Konflikte eine zuversichtliche, versöhnliche und positive Grundtendenz gegenüber. Mit diesen beiden Werken nahm Bernstein am deutlichsten Bezug auf seine jüdische Herkunft und Religion.

### Tonal versus atonal
Bernstein hatte im Jahr 1964/65 ein „Sabbatical“, das ihn von seinen Pflichten beim New York Philharmonic Orchestra freistellte und das er zum Komponieren nutzte. Er berichtet: „Damals habe ich fast das ganze Jahr nur Zwölftonmusik und noch experimentellere Sachen geschrieben. Ich war glücklich, diese neuen Klänge zum Vorschein bringen zu können; doch nach etwa sechs Monaten Arbeit habe ich alles weggeworfen. Das war nicht meine Musik; sie war nicht aufrichtig. Und als Folge davon entstanden die Chichester Psalms – sicher das eingängigste B-dur-artig tonale Stück, das ich je geschrieben habe.“ An anderer Stelle heißt es: „Sucht man in meiner Musik nach dem Gegensatz von Optimismus und Pessimismus, so wird man ihn am ehesten im Spannungsfeld von Tonalität und Atonalität finden.“

### Zahlensymbolik
Die Chichester Psalms gelten unter den Chorsängern als musikalisch schwierig, wobei die Einleitung oft als eine der härtesten Prüfungen für Chortenöre gilt, die je geschrieben wurde (extremer Tonumfang, rhythmische Komplexität, lang anhaltende verminderte Septimakkorde zur Bassstimme). Die häufige Verwendung der Septime ist eine Anspielung auf die besondere Bedeutung der Zahl „7“ in der jüdisch-christlichen Tradition. So ist auch der Hauptteil des 1. Satzes im 7/4-Takt geschrieben, der des 3. Satzes im 10/4-Takt (10 = 7+3).

### Die beiden Harfen
Wie in anderen Chorwerken Bernsteins wird auch in den Psalmen die Harfe besonders herausgestellt, die doppelt solistisch besetzt ist. Die Harfenparts wurden bereits vor der sonstigen Orchestrierung und auch vor der Komposition der Chöre vollendet, was ihre besondere Bedeutung herausstreicht. Bei Proben unter seiner Leitung bestand Bernstein darauf, dass sich Sänger und Orchestermusiker zunächst die Harfenparts anhörten.

## Werkaufbau
Der 1. Satz, eingeleitet von einem großen Chor („Wach auf, Psalter und Harfe“, Ps 108,3 ), hat den Charakter eines heiteren Liedes und Tanzes („Jauchzet dem Herrn, alle Welt“, Ps 100 ). Im 2. Satz kontrastieren eine sanfte Melodie („Der Herr ist mein Hirte“, Ps 23 ), die vom (Knaben-)Solisten und den hohen Stimmen des Chores gesungen wird, mit den rhythmisch vorantreibenden tiefen Chorstimmen („Warum toben die Heiden“, Ps 2 ). Im 3. Satz folgt auf eine instrumentale Einleitung ein besinnlich fließender Chorgesang („Herr, mein Herz ist nicht hochmütig“, Ps 131 ), der in das Friedensgebet des Schlusschores mündet („Siehe, wie gut und lieblich“, Ps 133,1 ).

### Textanfänge
- 1. Satz

Psalm 108,3 – Urah hanevel, v’chinor urah („Wach auf, Psalter und Harfe“)
Psalm 100 – Hari ul Adonai kol ha’arets („Jauchzet dem Herrn, alle Welt“)
- 2. Satz

Psalm 23 – Adonai ro-i, lo ehsar („Der Herr ist mein Hirte“)
Psalm 2,1–4 – Lamah rag’shu goyim („Warum toben die Heiden“)
- 3. Satz

Psalm 131 – Adonai, Adonai, lo gavah libi („Herr, mein Herz ist nicht hoffärtig“)
Psalm 133,1 – Hineh mah tov („Siehe, wie fein und lieblich ist’s, wenn Brüder einträchtig beieinander wohnen“)

### Einleitung und erster Satz
Die Einleitung (nach der Partitur Bestandteil des 1. Satzes) beginnt mit einem Fortissimo, in der Wirkung noch verstärkt mit einem wuchtigen Marcellato. Klang- und Wortmalerei wird eingesetzt, dissonante Septimen klingen wie mächtige Glocken, die aus tiefem Schlaf wecken sollen. Im ersten Takt führt Bernstein ein fanfarenartiges fünftöniges Leitmotiv gemeinsam im Sopran und Alt ein, das aus einer absteigenden Quarte, einer aufsteigenden kleinen Septime, einer absteigenden Quinte und einer aufsteigenden großen Sekunde besteht. Bass und Tenor verlaufen parallel im Abstand einer Septime. Dieses Leitmotiv wird prägend für das ganze Werk, es findet sich auch am Ende des 1. Satzes „Ki tov Adonai“, im Vorspiel des 3. Satzes und im Sopran des A-cappella-Teils am Ende des 3. Satzes „Hineh mah tov“, dort allerdings mit einem ganz anderen, friedlichen Charakter. Einem ersten choralartigen Abschnitt mit mehrfacher Wiederholung des Hauptmotivs schließt sich eine fast swingend-jazzartige, jubilierende Vertonung des 100. Psalms „Jauchzet dem Herrn alle Lande“ an, die ihre rhythmische Finesse durch den ungewöhnlichen 7/4-Takt erhält. Am Schluss des 1. Satzes wird der Weckruf des Anfangs wieder aufgegriffen.

### Zweiter Satz
Der 2. Satz beginnt mit dem Psalm 23 „Der Herr ist mein Hirte, mir wird nichts mangeln“ im ¾-Takt mit einer einfachen, ruhigen Melodie, die vom Knabenalt oder Countertenor (David) gesungen und dann als Echo vom Chorsopran aufgenommen und kanonartig fortgeführt wird. Durch die äußerst sparsame Orchesterbegleitung (erst nur die beiden Harfen, später gedämpfte Streicher und Trompeten) entsteht eine sehr zarte, entrückte Stimmung der Zuversicht. Diese Idylle wird abrupt vom Orchester durch harten Schlagzeugeinsatz mit scharfer Rhythmik sowie tiefen, grollenden Männerstimmen unterbrochen, die den 2. Psalm („Warum toben die Heiden“, vgl. Händels Messias) intonieren. Die tiefen Stimmen werden jedoch allmählich durch die Soprane verdrängt, die sich mit dem 23. Psalm wieder durchsetzen können. Die Bedrohung scheint überwunden, schließlich stimmt auch David mit ein („Deine Güte und Gnade“). Doch der Ausgang des Satzes ist nicht eindeutig friedlich, noch einmal ertönt das Motiv aus dem bedrohlichen Mittelteil, der Satz endet mit Paukenschlägen im Forte. Durch diese Stimmungswechsel wird der nicht endende Konflikt der Menschheit zwischen sündhafter Auflehnung und zuversichtlichem Glauben dargestellt. Das Thema Davids hat Bernstein von seinem nie vollendeten Wilder-Musical „Wir sind noch einmal davongekommen“ übernommen, das Thema des Männerchors war ursprünglich für die West Side Story vorgesehen.

### Dritter Satz und Finale
Der 3. Satz beginnt mit einer unruhigen Instrumentaleinleitung, die das Hauptmotiv des Anfangs scharf, dissonant und chromatisch variiert, auch das Heiden-Thema des Mittelsatzes taucht noch einmal auf. Den Hauptteil des Satzes bildet ein fließender Chorgesang mit dem 131. Psalm „Herr, mein Herz ist nicht hochmütig“ in einem „rollenden“ 10/4-Takt. Das Finale schließt sich ohne Unterbrechung an. Das Hauptmotiv aus der Einleitung tritt hier wieder auf (allerdings im Pianissimo und mit langen Notenwerten). Besonders leuchtende Harmonien leiten zum Unisono der letzten Textsilbe über, die zum Wort yaḥad „in Einigkeit“ gehört. Auf dieser Note singt dann der Chor das Amen, während eine gedämpfte Trompete das Eingangsmotiv ein letztes Mal wiederholt.

## Hebräischer Urtext – Transkription – Übersetzung
Die folgende Zusammenstellung enthält den originalen hebräischen Bibeltext in hebräischer punktierter Quadratschrift (von rechts nach links zu lesen) und in einer vereinfachten Transkription, die Bernstein der Komposition zu Grunde gelegt hat. In der dritten Spalte befindet sich eine zeilengenaue Übersetzung des hebräischen Originals ins Deutsche, die sich an die Luther-Übersetzung anlehnt, wo nötig aber etwas präziser ist.

### Einleitung
Psalm 108, vs. 3
| עוּרָה, הַנֵּבֶל וְכִנּוֹר; אָעִירָה שָּׁחַר. | Urah, hanevel, v'chinor! A-irah shaḥar | Wach auf, Psalter und Harfe, ich will das Morgenrot wecken! |

### Erster Satz
Psalm 100
| הָרִיעוּ לַיהוָה, כָּל־הָאָרֶץ. עִבְדוּ אֶת־יְהוָה בְּשִׂמְחָה; בֹּאוּ לְפָנָיו, בִּרְנָנָה. דְּעוּ-- כִּי יְהוָה, הוּא אֱלֹהִים: הוּא־עָשָׂנוּ, ולא (וְלוֹ) אֲנַחְנוּ-- עַמּוֹ, וְצֹאן מַרְעִיתוֹ. בֹּאוּ שְׁעָרָיו, בְּתוֹדָה-- חֲצֵרֹתָיו בִּתְהִלָּה; הוֹדוּ־לוֹ, בָּרְכוּ שְׁמוֹ. כִּי־טוֹב יְהוָה, לְעוֹלָם חַסְדּוֹ; וְעַד־דֹּר וָדֹר, אֱמוּנָתוֹ. | Hariu l'Adonai kol haarets. Iv'du et Adonai b'simḥa Bo-u l'fanav bir'nanah. D'u ki Adonai Hu Elohim. Hu asanu v'lo anaḥnu. Amo v'tson mar'ito. Bo-u sh'arav b'todah, Ḥatseirotav bit'hilah, Hodu lo, bar'chu sh'mo. Ki tov Adonai, l'olam ḥas'do, V'ad dor vador emunato. | Jauchzet dem Herrn alle Lande, dienet dem Herrn mit Freuden, kommt vor sein Angesicht mit Frohlocken. Erkennet, dass der Herr Gott ist. Er hat uns gemacht, und nicht wir selbst. Wir sind sein Volk und die Schafe seiner Weide. Gehet zu seinen Toren mit Danken und in seinen Hof mit Lobpreis. Danket ihm, lobet seinen Namen. Denn der Herr ist gut, seine Gnade währet ewig und seine Wahrheit (Treue) alle Zeiten. |

### Zweiter Satz
Psalm 23 und 2, vs. 1-4
| יְהוָה רֹעִי, לֹא אֶחְסָר. בִּנְאוֹת דֶּשֶׁא, יַרְבִּיצֵנִי; עַל-מֵי מְנֻחוֹת יְנַהֲלֵנִי. נַפְשִׁי יְשׁוֹבֵב; יַנְחֵנִי בְמַעְגְּלֵי־צֶדֶק, לְמַעַן שְׁמוֹ. גַּם כִּי־אֵלֵךְ בְּגֵיא צַלְמָוֶת, לֹא־אִירָא רָע-- כִּי־אַתָּה עִמָּדִי; שִׁבְטְךָ וּמִשְׁעַנְתֶּךָ, הֵמָּה יְנַחֲמֻנִי. לָמָּה, רָגְשׁוּ גוֹיִם; וּלְאֻמִּים, יֶהְגּוּ־רִיק. יִתְיַצְּבוּ, מַלְכֵי־אֶרֶץ-- וְרוֹזְנִים נוֹסְדוּ־יָחַד: עַל־יְהוָה, וְעַל־מְשִׁיחוֹ. נְנַתְּקָה, אֶת־מוֹסְרוֹתֵימוֹ; וְנַשְׁלִיכָה מִמֶּנּוּ עֲבֹתֵימוֹ. יוֹשֵׁב בַּשָּׁמַיִם יִשְׂחָק: אֲדֹנָי, יִלְעַג־לָמוֹ. תַּעֲרֹךְ לְפָנַי, שֻׁלְחָן-- נֶגֶד צֹרְרָי; דִּשַּׁנְתָּ בַשֶּׁמֶן רֹאשִׁי, כּוֹסִי רְוָיָה. אַךְ, טוֹב וָחֶסֶד יִרְדְּפוּנִי-- כָּל־יְמֵי חַיָּי; וְשַׁבְתִּי בְּבֵית־יְהוָה, לְאֹרֶךְ יָמִים. | David und Soprane (Psalm 23) Adonai ro-i, lo eḥsar. Bin'ot deshe yarbitseini, Al mei m'nuḥot y'nahaleini, Naf'shi y'shovev, Yan'ḥeini b'ma'aglei tsedek, L'ma'an sh'mo. (Soprane) Gam ki eilech B'gei tsalmavet, Lo ira ra, Ki Atah imadi. Shiv't'cha umishan'techa Hemah y'naḥamuni. (Tenöre und Bässe (Psalm 2, vs. 1-4)) Lamah rag'shu goyim Ul'umim yeh'gu rik? Yit'yats'vu malchei erets, V'roznim nos'du yaḥad Al Adonai v'al m'shiḥo. N'natkah et mos'roteimo, V'nashlichah mimenu avoteimo. Yoshev bashamayim Yis'ḥak, Adonai Yil'ag lamo! (Soprane (Psalm 23)) Ta'aroch l'fanai shulchan Neged tsor'rai Dishanta vashemen roshi Cosi r'vayaḥ. David Ach tov vaḥesed Yird'funi kol y'mei ḥayai V'shav'ti b'veit Adonai L'orech yamim. | Der Herr ist mein Hirte, an nichts fehlt mir. Er lässt mich lagern auf einer grünen Weide, er führt mich zum frischen Wasser. Er erquickt meine Seele, und führt mich auf die rechten Pfade um seines Namens willen. Obwohl ich wandere durch das Schattental (des Todes), fürchte ich das Böse nicht, denn Du bist bei mir. Dein Stab und dein Stecken trösten mich. Warum toben die Heiden (Ungläubigen), (warum) schmieden sie vergebliche Pläne? Die Könige der Erde lehnen sich auf, und die Herrscher halten Rat miteinander gegen den Herrn und seinen Gesalbten. Lasset uns zerreißen ihre Bande, und von uns werfen ihre Stricke. Der im Himmel wohnt wird lachen, und der Herr spottet ihrer! Du bereitest mir einen Tisch im Angesicht meiner Feinde, du salbtest mein Haupt mit Öl, mein Becher ist übervoll. Deine Güte und Gnade folgen mir alle Tage meines Lebens, und ich werde leben im Hause des Herrn bis ans Ende der Tage. |

### Dritter Satz
Psalm 131
| יְהוָה, לֹא־גָבַהּ לִבִּי-- וְלֹא־רָמוּ עֵינַי; וְלֹא־הִלַּכְתִּי, בִּגְדֹלוֹת וּבְנִפְלָאוֹת מִמֶּנִּי. אִם־לֹא שִׁוִּיתִי, וְדוֹמַמְתִּי-- נַפְשִׁי: כְּגָמֻל, עֲלֵי אִמּוֹ; כַּגָּמֻל עָלַי נַפְשִׁי. יַחֵל יִשְׂרָאֵל, אֶל־יְהוָה-- מֵעַתָּה, וְעַד־עוֹלָם. | Adonai, Adonai, Lo gavah libi, V'lo ramu einai, V'lo hilachti Big'dolot uv'niflaot Mimeni. Im lo shiviti V'domam'ti, Naf'shi k'gamul alei imo, Kagamul alai naf'shi. Yaḥel Yis'rael el Adonai Me'atah v'ad olam. | Herr, Herr, mein Herz ist nicht hochmütig, meine Augen sind nicht stolz, ich versuche mich nicht an großen Dingen und wunderbaren Zielen, die ich nicht verstehe. Fürwahr, ich bin ruhig und still geworden, wie ein Kind bei seiner Mutter, wie ein kleines Kind ist meine Seele in mir. Israel hoffe auf den Herrn von nun an in Ewigkeit. |

### Finale
Psalm 133, vs. 1
| הִנֵּה מַה־טּוֹב, וּמַה־נָּעִים-- שֶׁבֶת אַחִים גַּם־יָחַד. | Hineh mah tov, Umah na'im, Shevet aḥim Gam yaḥad | Siehe, wie gut und angenehm es ist, wenn Brüder leben zusammen in Eintracht. |

## Bernstein über Bernstein
Am 24. Oktober 1965 reichte Bernstein bei der New York Times ein Gedicht ein und erläuterte sein kompositorisches Konzept (eigentlich wollte er während seines Sabbatical ein Broadway-Musical schreiben). Darin steht unter anderem:
| For hours on end I brooded and mused On materiae musicae, used and abused; On aspects of unconventionality, Over the death in our time of tonality... Pieces for nattering, clucking sopranos With squadrons of vibraphones, fleets of pianos Played with the forearms, the fists and the palms And then I came up with the Chichester Psalms. ... My youngest child, old-fashioned and sweet. And he stands on his own two tonal feet. | Stundenlang, wirklich, so grübelte ich auch über das Wesen von Musik, genutzt und missbraucht; Auf Aspekte der Unkonventionalität Über den Tod unserer Zeit der Tonalität... Solo Soprane die gackernd, auf allen Vieren bei VibraphonSchwadronen und Flotten von Klavieren mit Armen und Fäusten die Tasten zermalmen und hier komme ich - mit den Chichester Psalmen. ... Meine Kinder, die Jüngsten, "old-fahioned" die Süßen. Und stehen auf ganz eigenen, tonalen Füßen. |